# حفل كورونا

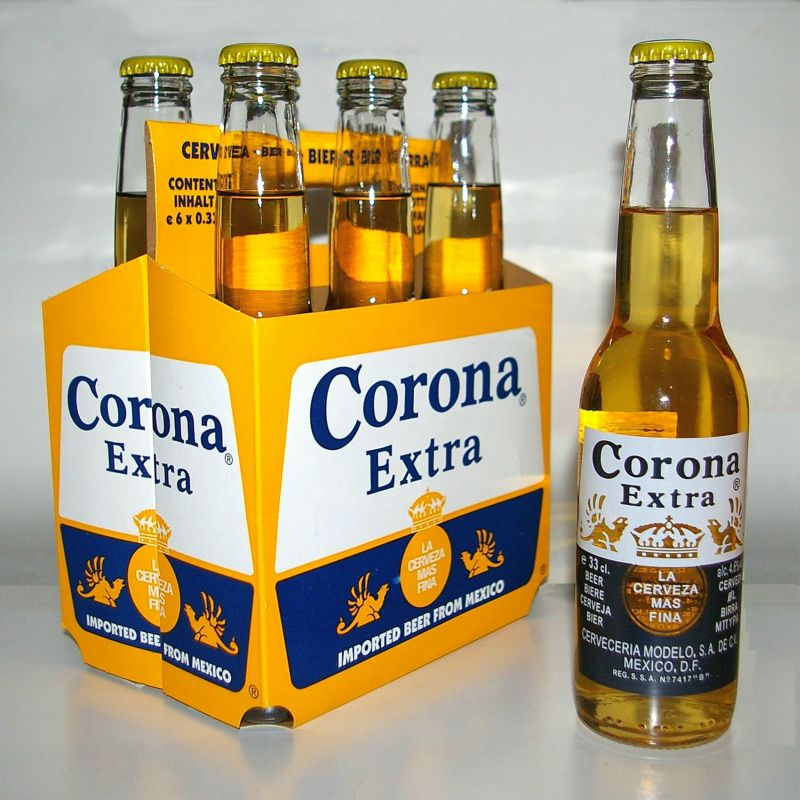
ستة زجاجات من بيرا المسماة كورونا والتي في بعض الأحيان يتم شربها في حفلات فيروس كورونا

حفل فيروس كورونا (يسمى أيضًا حفل كورونا أو حفل الحجر) هو تجمع، ظاهريًا للحصر على فايروس مرض فيروس كورونا 2019 ، ولكن في بعض الأحيان يتم عقده على أساس أن المشاركين ليسوا قلقين بشأن عواقب هاذ الفايروس على مستوى شخصي أو على المجتمع ككل. وقد لوحظت هذه الظاهرة في ألمانيا والولايات المتحدة والمملكة المتحدة. هذه التجمعات المذكورة صراحة (وممنوعة) حسب قواعد السلامة الهولندية في حالات الوباء.

## أمثلة
وقد كان هنالك على الاقل مشارك واحد في مثل هذا الحفل في ولاية كنتاكي الأمريكية ثبت حمله لهاذ الفيروس.
كما تم إدانة أنشطة أخرى، مثل التجمعات التي تعنى بالفايروس والتي قد وصفت بانها انشطة غير حكيمة.
أفادت صحيفة Het Laatste Nieuws البلجيكية في 15 مارس 2020، أن العديد من الناس احتفلوا مساء أمس قبل سريان الانظمة الجديدة. وقد تم تنظيم عدد كبير من «حفلات كورونا» حتى اللحظة الأخيرة.
في 19 مارس 2020، أفادت الشرطة أنها أنهت عدة حفلات كورونا في ولاية بادن-فورتمبيرغ الألمانية. كان عمر المشاركين 15 سنة إلى منتصف العشرينات. فهم معظمهم مرتادوا هذه الحفلات أخطائهم والتقى الشباب في ساحات المدارس، في مواقع الشواء والحدائق. طلب رئيس الشرطة من الآباء تحمل المسؤولية تجاه أطفالهم.
وفقًا لمحطة البث النمساوية ORF ، التقى أربعة رجال في 21 مارس 2020 في نادي في Heiligenkreuz am Waasen. وتبين أن أحد الرجال هو عضو في برلمان ولاية ستيريا، والذي يدعى جيرهارد هيرشمان (حزب الحرية النمساوي).و أدان حزبه وغيره من الأحزاب سلوكه، وبعد ذلك تنحى هيرشمان.

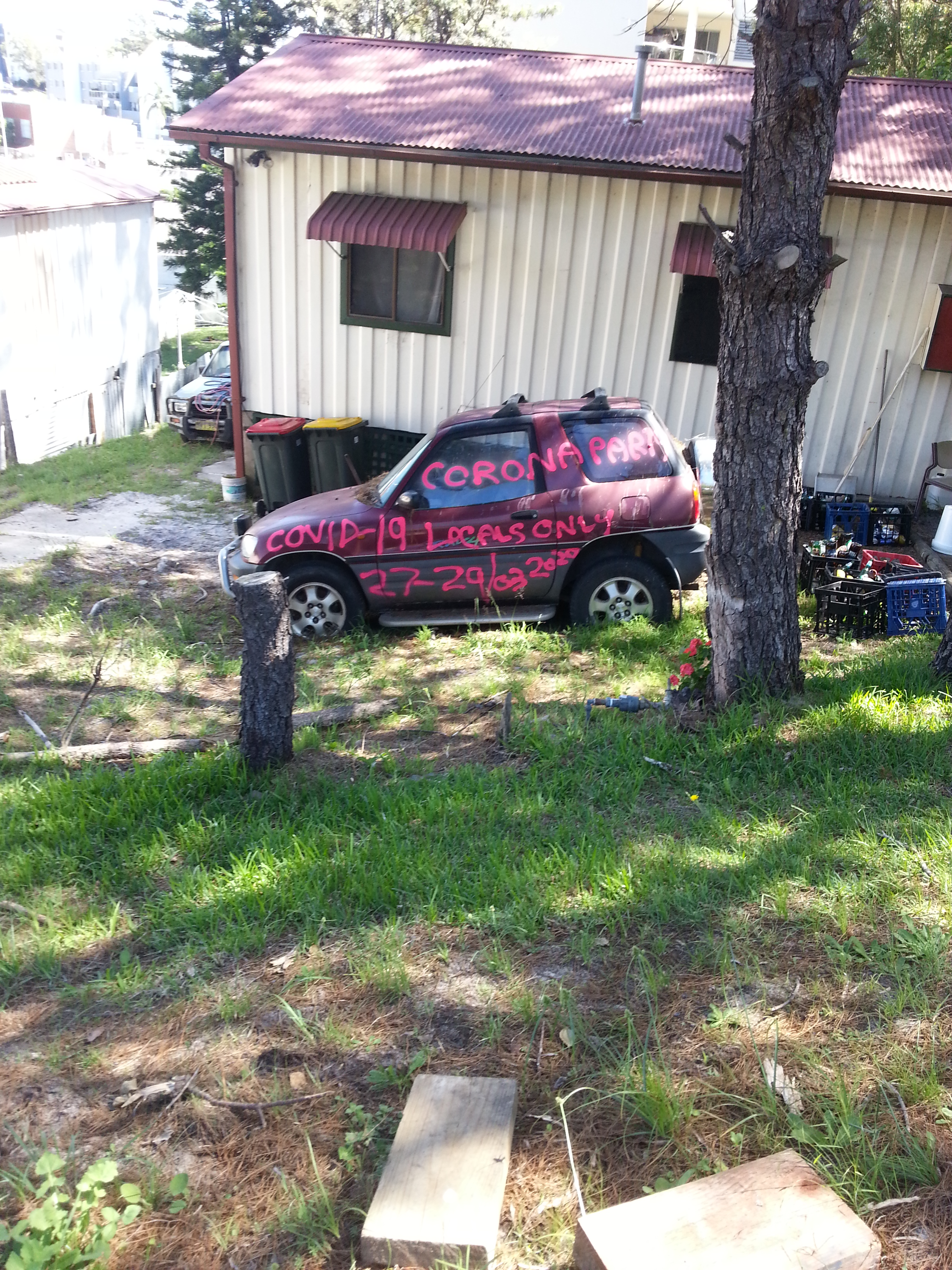
دعوة إلى "حفلة كورونا" للسكان المحليين فقط ، في مكان ما في أستراليا

وفي 9 أبريل 2020، أقام 14 طالبًا يعيشون في قاعة الإقامة في تارتو، إستونيا حفلا. وكان بعض هؤلاء الطلاب تظهر عليهم أعراض COVID-19. وحتى 18 أبريل، تأكد إصابة 16 طالبًا في السكن.
قررت الحكومة إجراء حجر ل 280 طالباً يعيشون في المبنى مع الشرطة لضمان عدم مغادرة أي شخص.

## ردات الفعل
وعلقت صحيفة FAZ الألمانية بأن بعض الناس لا يريدون التوقف عن حضور الحفلات. وبعضهم ما زالوا يقيمون احتفالات وبالرغم من الخطر الوباء. واخرون يتجمعون فقط من اجل احتمالية الإصابة. وهم يعتقدون أنهم بعد الإصابة والمرض يصبحون محصنين مناعيا ويمكنهم العودة إلى حياتهم الطبيعية. حفلات المخطط لها مسبقا والمقامة بشكل خاص والتي تسمى "Corona-Parties" هي تحقيق لهذه الخطة.